# Calceolaria rhombifolia
Calceolaria rhombifolia är en toffelblomsväxtart som beskrevs av Molau. Calceolaria rhombifolia ingår i släktet toffelblommor, och familjen toffelblomsväxter. Inga underarter finns listade i Catalogue of Life.